# Magyarlukafa
Magyarlukafa é uma vila da Hungria, situada no condado de Baranya. Tem 12,97 km² de área e sua população em 2019 foi estimada em 68 habitantes.